# Ptolemeu do Chipre
Ptolemeu do Chipre (c. 105 a.C. — 58 a.C.) foi o rei do Chipre entre 80 e 58 a.C.. Era o irmão mais novo de Ptolemeu XII Auleta, faraó do Egito e, assim como o irmão, filho ilegítimo de Ptolemeu IX Látiro. Foi também tio de Cleópatra VII Filopátor, a última faraó do Antigo Egito.

## Biografia
Foi aparentemente reconhecido como rei do Chipre ao mesmo tempo em que seu irmão Auleta obteve a posse do trono do Egito, em 80 a.C.. Ptolemeu negligenciou a precaução de obter a confirmação de sua soberania em Roma e cometeu o erro adicional de ofender Públio Clódio Pulcro, ao não resgatá-lo quando ele caiu nas mãos de piratas da Cilícia. Quando Clódio se tornou tribuno (em 58 a.C.), ele promulgou uma lei para privar Ptolomeu de seu reino e reduzir o Chipre a uma província romana. Catão, a quem foi confiada a execução deste decreto, aconselhou Ptolomeu a se submeter, oferecendo-lhe sua segurança pessoal, com o cargo de sumo sacerdote em Pafos e uma generosa pensão. Ptolomeu recusou e, totalmente despreparado para resistir ao poder romano e decidindo morrer como rei, pôs fim à sua própria vida, 58 a.C.